# Problema do rato
Em matemática, o problema do rato é um problema em que cada ponto parte dos vértices de um polígono regular e faz simultaneamente o papel de perseguidor e perseguido, caçando o ponto mais próximo a esquerda, seguindo em sentido anti-horário. Observa-se que a curva traçada por cada ponto é uma espiral logarítmica, e ligando-os em períodos regulares de tempo temos um efeito redemoinho   de polígonos proporcionais ao original. 

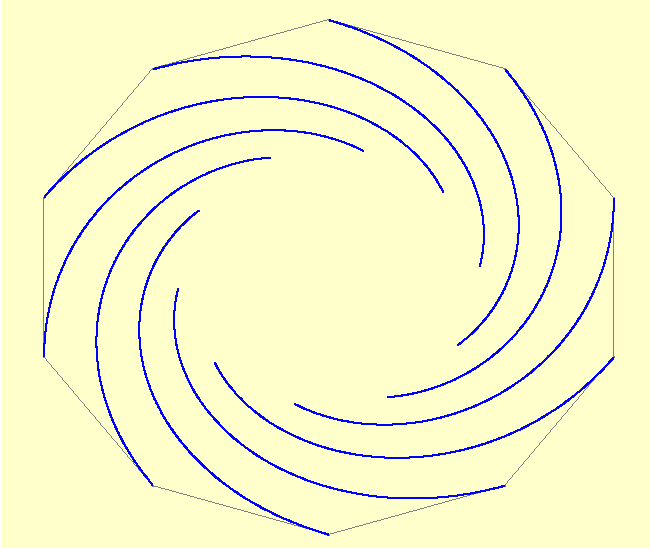